# Estação Saint-François-Xavier
Saint-François-Xavier é uma estação da linha 13 do Metrô de Paris, localizada no 7.º arrondissement de Paris.

## História
A estação foi inaugurada em 1923.

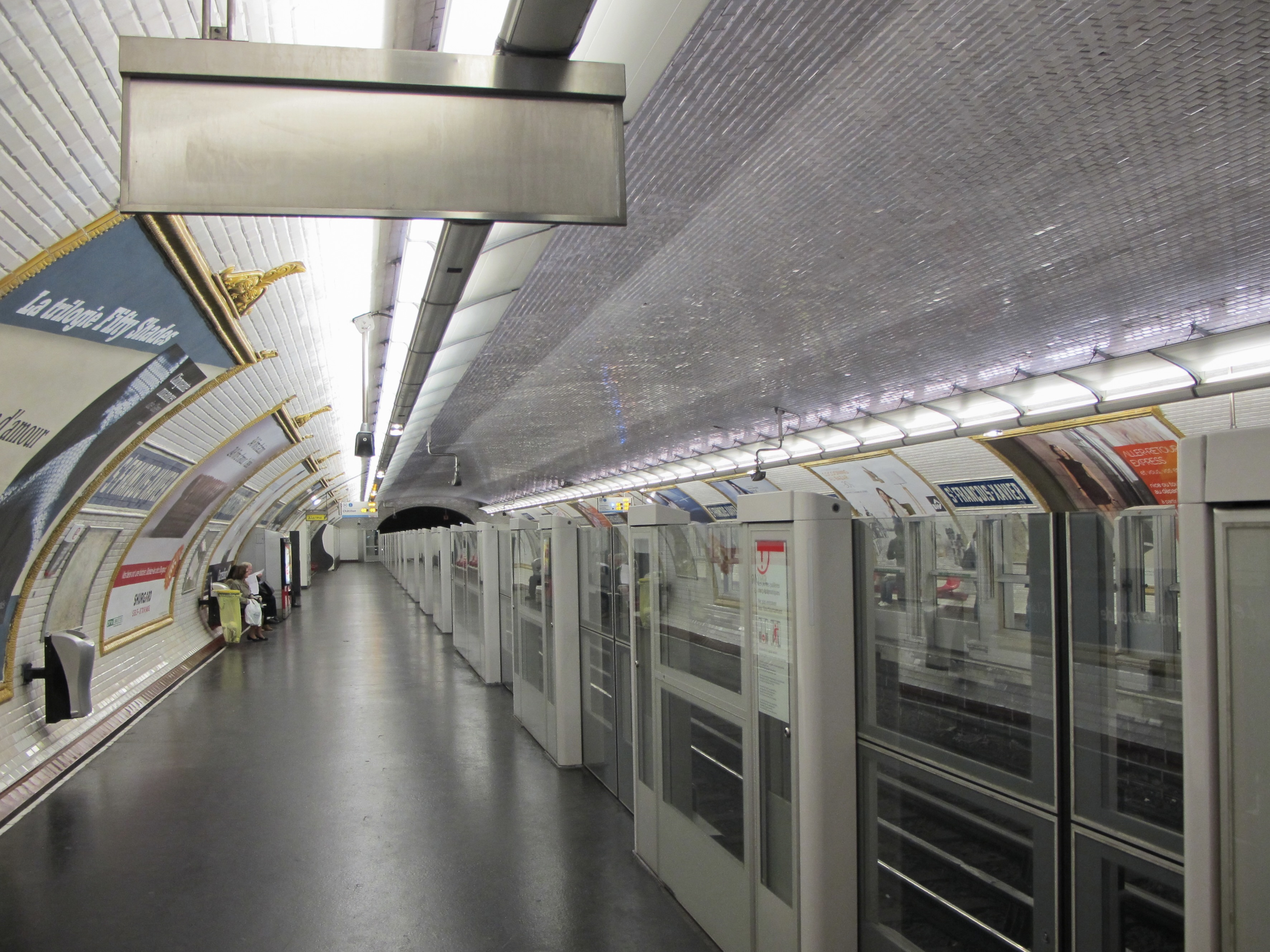
A plataforma da estação

É assim chamada por causa da proximidade da igreja de Saint-François-Xavier-des-Missions-Étrangères. Ela faz uma homenagem a são Francisco Xavier (1506-1562), jesuíta espanhol que fundou missões nas Índias, no Japão e na China.
Em 2011, de 1 850 407 passageiros entraram nesta estação. Ela viu entrar 1 837 976 viajantes em 2013, o que a coloca na 259ª posição das estações de metrô por sua frequência em 302.

## Serviços aos Passageiros

### Acesso
Ela dispõe de uma única entrada situada na place André Tardieu. O acesso à estação é dotado de uma entourage de pedra, sobre a qual está gravada o nome da estação. Esta entourage de estilo neoclássico é devido ao arquiteto Joseph Marie Cassien-Bernard.

### Plataformas
Saint-François-Xavier é uma estação de configuração padrão: ele tem duas plataformas laterais separadas pelas vias do metrô e a abóbada é elíptica. A decoração é de estilo usado para a maioria das estações de metrô: a faixa de iluminação é branca e arredondada no estilo "Gaudin" da renovação do metrô da década de 2000, e as telhas em cerâmica branca biseladas recobrem os pés-direitos, a abóbada e o tímpano. Os quadros publicitários são de faiança da cor de mel e o nome da estação é também em faiança. Os assentos são do estilo "Motte" de cor vermelha. Desde 2012, suas plataformas são equipadas com portas de plataforma.

### Intermodalidade
A estação é servida pelas linhas 82, 87 e 92 da rede de ônibus RATP.

## Pontos turísticos
- A sede do Conselho Regional da Ilha de França
- Cinema La Pagode
- Lycée Victor-Duruy
- Igreja de Saint-François-Xavier